# 杜来提乡
杜来提乡，是中华人民共和国新疆维吾尔自治区阿勒泰地区布尔津县下辖的一个乡镇级行政单位。

## 行政区划
杜来提乡下辖以下地区：
杜来提村、阿肯齐村、喀拉塔勒村、草原一村、草原二村、草原三村、草原新村、库尔吉拉村、阿合塔木村、萨尔铁热克村和额尔齐斯村。